# 福島県第4区
福島県第4区（ふくしまけんだい4く）は、日本の衆議院議員総選挙における選挙区。1994年（平成6年）の公職選挙法改正で設置。

## 区域

### 現在の区域
2022年（令和4年）公職選挙法改正以降の区域は以下のとおりである。5区の廃止により会津地方から浜通りに大きく変更され、中選挙区時代の福島3区と同一の区域となる。なお会津地方は3区に移行している。
- いわき市
- 相馬市
- 南相馬市
- 双葉郡
- 相馬郡

### 2017年から2022年までの区域
2017年（平成29年）公職選挙法改正から2022年の小選挙区改定までの区域は以下のとおりである。2017年の区割り変更により、西白河郡西郷村が3区から4区に移動された。（旧区域2）
- 会津若松市
- 喜多方市
- 南会津郡
- 耶麻郡
- 河沼郡
- 大沼郡
- 西白河郡
  - 西郷村

### 2017年以前の区域
2013年（平成25年）公職選挙法改正から2017年の小選挙区改定までの区域は以下のとおりである。（旧区域1）
- 会津若松市
- 喜多方市
- 南会津郡
- 耶麻郡
- 河沼郡
- 大沼郡

1994年（平成6年）公職選挙法改正から2013年の小選挙区改定までの区域は以下のとおりである。
- 会津若松市
- 喜多方市
- 南会津郡
- 北会津郡
- 耶麻郡
- 河沼郡
- 大沼郡

## 歴史
区割り変更以前は会津地方全域が選挙区であり、竹下派七奉行の1人だった渡部恒三が小選挙区制導入以来、連戦連勝していた。ただし、新進党時代は1996年の第41回衆議院議員総選挙で自由民主党の斎藤文昭と6,317票差しか開かず、民主党入り後に迎えた2005年の第44回衆議院議員総選挙では同じく自由民主党の渡部篤（※血縁関係はない）に6,637票差に迫られており、後者には比例復活を許している。また、無所属の会時代の第42回・第43回衆議院議員総選挙でも、元会津若松市長で自由民主党の山内日出夫との票差が共に2万を切るなど決して磐石の選挙地盤とは言い難い状況であった。
公明党は自公連立政権発足後も関係の深かった渡部恒三を民主党入党前の2003年まで推薦、2005年以降は推薦を見送っているものの、渡部が引退する2012年までは自民党候補にも推薦を出していなかった。
2012年の第46回衆議院議員総選挙では渡部が80歳の高齢もあって引退、民主党が候補擁立を見送り、自民党が擁立した前会津若松市長の菅家一郎が初当選し、自民初の小選挙区での当選者となった。
2014年の第47回衆議院議員総選挙では民主党との選挙協力を行い渡部からの支持を受けた維新の党の小熊慎司が菅家を416票差で破った。維新としては福島県下ならびに比例東北ブロック内の小選挙区で初めて議席を獲得した。
2017年の第48回衆議院議員総選挙では菅家と希望の党に移籍した小熊との戦いとなったが1,209票差で菅家が競り勝ち、小熊は比例復活に回ったが、逆に2021年の第49回衆議院議員総選挙では立憲民主党に移籍した小熊が2,899票差で当選、菅家は比例復活となった。
福島県の小選挙区定数減による区割り変更を受けた2024年の第50回衆議院議員総選挙では小熊が新3区に移り、菅家は不出馬。新人3人による選挙となったが、自民党新人で元福島県議の坂本竜太郎が党の政治資金パーティー裏金事件や、それ以前の統一教会（現在の世界平和統一家庭連合）との関係などをはじめとする数々の不祥事の影響などにより、福島県を含め、全国的に支持率や得票率などが低下していた影響を受けたにも関わらず当選、立憲民主党の齋藤裕喜は比例復活にとどまるに至っている。

## 小選挙区選出議員
| 選挙名                 | 年     | 当選者     | 党派       | 備考    |
| ---------------------- | ------ | ---------- | ---------- | ------- |
| 第41回衆議院議員総選挙 | 1996年 | 渡部恒三   | 新進党     | 旧区域1 |
| 第42回衆議院議員総選挙 | 2000年 | 渡部恒三   | 無所属の会 | 旧区域1 |
| 第43回衆議院議員総選挙 | 2003年 | 渡部恒三   | 無所属の会 | 旧区域1 |
| 第44回衆議院議員総選挙 | 2005年 | 渡部恒三   | 民主党     | 旧区域1 |
| 第45回衆議院議員総選挙 | 2009年 | 渡部恒三   | 民主党     | 旧区域1 |
| 第46回衆議院議員総選挙 | 2012年 | 菅家一郎   | 自由民主党 | 旧区域1 |
| 第47回衆議院議員総選挙 | 2014年 | 小熊慎司   | 維新の党   | 旧区域1 |
| 第48回衆議院議員総選挙 | 2017年 | 菅家一郎   | 自由民主党 | 旧区域2 |
| 第49回衆議院議員総選挙 | 2021年 | 小熊慎司   | 立憲民主党 | 旧区域2 |
| 第50回衆議院議員総選挙 | 2024年 | 坂本竜太郎 | 自由民主党 |         |

## 選挙結果
時の内閣：第1次石破内閣 解散日：2024年10月9日 公示日：2024年10月15日
当日有権者数：39万6483人 最終投票率：48.10%（前回比： 16.58%） （全国投票率：53.85%（2.08%））
| 当落 | 候補者名   | 年齢 | 所属党派   | 新旧 | 得票数   | 得票率 | 惜敗率 | 推薦・支持 | 重複 |
| ---- | ---------- | ---- | ---------- | ---- | -------- | ------ | ------ | ---------- | ---- |
| 当   | 坂本竜太郎 | 44   | 自由民主党 | 新   | 85,751票 | 46.52% | ――     | 公明党推薦 | ○    |
| 比当 | 齋藤裕喜   | 45   | 立憲民主党 | 新   | 78,708票 | 42.70% | 91.79% |            | ○    |
|      | 熊谷智     | 44   | 日本共産党 | 新   | 19,879票 | 10.78% | 23.18% |            |      |

時の内閣：第1次岸田内閣 解散日：2021年10月14日 公示日：2021年10月19日
当日有権者数：23万7353人 最終投票率：64.68%（前回比：1.56%） （全国投票率：55.93%（2.25%））
| 当落 | 候補者名 | 年齢 | 所属党派   | 新旧 | 得票数   | 得票率 | 惜敗率 | 推薦・支持               | 重複 |
| ---- | -------- | ---- | ---------- | ---- | -------- | ------ | ------ | ------------------------ | ---- |
| 当   | 小熊慎司 | 53   | 立憲民主党 | 前   | 76,683票 | 50.96% | ――     | 社会民主党福島県連合推薦 | ○    |
| 比当 | 菅家一郎 | 66   | 自由民主党 | 前   | 73,784票 | 49.04% | 96.22% | 公明党推薦               | ○    |

時の内閣：第3次安倍第3次改造内閣 解散日：2017年9月28日 公示日：2017年10月10日
当日有権者数：24万7621人 最終投票率：63.12%（前回比：5.52%） （全国投票率：53.68%（1.02%））
| 当落 | 候補者名 | 年齢 | 所属党派   | 新旧 | 得票数   | 得票率 | 惜敗率 | 推薦・支持 | 重複 |
| ---- | -------- | ---- | ---------- | ---- | -------- | ------ | ------ | ---------- | ---- |
| 当   | 菅家一郎 | 62   | 自由民主党 | 前   | 68,282票 | 44.66% | ――     | 公明党     | ○    |
| 比当 | 小熊慎司 | 49   | 希望の党   | 前   | 67,073票 | 43.86% | 98.23% |            | ○    |
|      | 古川芳憲 | 66   | 日本共産党 | 新   | 9,492票  | 6.21%  | 13.90% |            |      |
|      | 渡辺敏雄 | 68   | 社会民主党 | 新   | 8,063票  | 5.27%  | 11.81% |            | ○    |

時の内閣：第2次安倍改造内閣 解散日：2014年11月21日 公示日：2014年12月2日
当日有権者数：23万3320人 最終投票率：58.10%（前回比：5.89%） （全国投票率：52.66%（6.66%））
| 当落 | 候補者名   | 年齢 | 所属党派   | 新旧 | 得票数   | 得票率 | 惜敗率 | 推薦・支持           | 重複 |
| ---- | ---------- | ---- | ---------- | ---- | -------- | ------ | ------ | -------------------- | ---- |
| 当   | 小熊慎司   | 46   | 維新の党   | 前   | 56,856票 | 42.80% | ――     |                      | ○    |
| 比当 | 菅家一郎   | 59   | 自由民主党 | 前   | 56,440票 | 42.48% | 99.27% | 公明党、新党改革推薦 | ○    |
|      | 小川右善   | 65   | 社会民主党 | 新   | 10,139票 | 7.63%  | 17.83% |                      | ○    |
|      | 田中和加子 | 58   | 日本共産党 | 新   | 9,413票  | 7.09%  | 16.56% |                      |      |

時の内閣：野田第3次改造内閣 解散日：2012年11月16日 公示日：2012年12月4日
当日有権者数：23万7918人 最終投票率：63.99%（前回比：13.43%） （全国投票率：59.32%（9.96%））
| 当落 | 候補者名 | 年齢 | 所属党派     | 新旧 | 得票数   | 得票率 | 惜敗率 | 推薦・支持 | 重複 |
| ---- | -------- | ---- | ------------ | ---- | -------- | ------ | ------ | ---------- | ---- |
| 当   | 菅家一郎 | 57   | 自由民主党   | 新   | 71,751票 | 49.01% | ――     | 公明党推薦 | ○    |
| 比当 | 小熊慎司 | 44   | 日本維新の会 | 新   | 50,036票 | 34.18% | 69.74% |            | ○    |
|      | 小川右善 | 63   | 社会民主党   | 新   | 15,718票 | 10.74% | 21.91% |            | ○    |
|      | 原田俊広 | 53   | 日本共産党   | 新   | 8,903票  | 6.08%  | 12.41% |            |      |

時の内閣：麻生内閣 解散日：2009年7月21日 公示日：2009年8月18日
当日有権者数：24万4469人 最終投票率：77.42%（前回比：1.27%） （全国投票率：69.28%（1.77%））
| 当落 | 候補者名 | 年齢 | 所属党派   | 新旧 | 得票数   | 得票率 | 惜敗率 | 推薦・支持 | 重複 |
| ---- | -------- | ---- | ---------- | ---- | -------- | ------ | ------ | ---------- | ---- |
| 当   | 渡部恒三 | 77   | 民主党     | 前   | 91,695票 | 49.40% | ――     |            | ○    |
|      | 渡部篤   | 57   | 自由民主党 | 前   | 49,349票 | 26.59% | 53.82% |            | ○    |
|      | 小熊慎司 | 41   | みんなの党 | 新   | 42,824票 | 23.07% | 46.70% |            | ○    |
|      | 鈴木規雄 | 56   | 幸福実現党 | 新   | 1,735票  | 0.93%  | 1.89%  |            |      |

- 小熊は2010年の第22回参議院議員通常選挙に比例区から立候補し、当選。後に、渡部恒三の地盤を継承することとなった。

時の内閣：第2次小泉改造内閣 解散日：2005年8月8日 公示日：2005年8月30日
当日有権者数：25万2177人 最終投票率：76.15%（前回比：1.86%） （全国投票率：67.51%（7.65%））
| 当落 | 候補者名 | 年齢 | 所属党派   | 新旧 | 得票数   | 得票率 | 惜敗率 | 推薦・支持 | 重複 |
| ---- | -------- | ---- | ---------- | ---- | -------- | ------ | ------ | ---------- | ---- |
| 当   | 渡部恒三 | 73   | 民主党     | 前   | 91,440票 | 48.48% | ――     |            | ○    |
| 比当 | 渡部篤   | 53   | 自由民主党 | 新   | 84,803票 | 44.96% | 92.74% |            | ○    |
|      | 原田俊広 | 46   | 日本共産党 | 新   | 12,356票 | 6.55%  | 13.51% |            |      |

- 渡部恒三は、総選挙直前に民主党へ入党。

時の内閣：第1次小泉第2次改造内閣 解散日：2003年10月10日 公示日：2003年10月28日 最終投票率：74.29% （全国投票率：59.86%（2.63%））
| 当落 | 候補者名   | 年齢 | 所属党派   | 新旧 | 得票数   | 得票率 | 惜敗率 | 推薦・支持 | 重複 |
| ---- | ---------- | ---- | ---------- | ---- | -------- | ------ | ------ | ---------- | ---- |
| 当   | 渡部恒三   | 71   | 無所属の会 | 前   | 97,014票 | 52.26% | ――     | 公明党推薦 |      |
|      | 山内日出夫 | 51   | 自由民主党 | 新   | 78,059票 | 42.05% | 80.46% |            | ○    |
|      | 原田俊広   | 44   | 日本共産党 | 新   | 10,581票 | 5.70%  | 10.91% |            |      |

時の内閣：第1次森内閣 解散日：2000年6月2日 公示日：2000年6月13日 （全国投票率：62.49%（2.84%））
| 当落 | 候補者名   | 年齢 | 所属党派   | 新旧 | 得票数    | 得票率 | 惜敗率 | 推薦・支持 | 重複 |
| ---- | ---------- | ---- | ---------- | ---- | --------- | ------ | ------ | ---------- | ---- |
| 当   | 渡部恒三   | 68   | 無所属の会 | 前   | 102,631票 | 50.70% | ――     | 公明党推薦 |      |
|      | 山内日出夫 | 48   | 自由民主党 | 新   | 88,501票  | 43.72% | 86.23% |            | ○    |
|      | 原田俊広   | 40   | 日本共産党 | 新   | 11,312票  | 5.59%  | 11.02% |            |      |

時の内閣：第1次橋本内閣 解散日：1996年9月27日 公示日：1996年10月8日 （全国投票率：59.65%（8.11%））
| 当落 | 候補者名 | 年齢 | 所属党派   | 新旧 | 得票数   | 得票率 | 惜敗率 | 推薦・支持 | 重複 |
| ---- | -------- | ---- | ---------- | ---- | -------- | ------ | ------ | ---------- | ---- |
| 当   | 渡部恒三 | 64   | 新進党     | 前   | 93,960票 | 48.73% | ――     |            |      |
|      | 斎藤文昭 | 53   | 自由民主党 | 前   | 87,643票 | 45.45% | 93.28% |            |      |
|      | 原田俊広 | 37   | 日本共産党 | 新   | 11,226票 | 5.82%  | 11.95% |            |      |